# Bòsfor
El Bòsfor (en turc Boğaziçi o İstanbul Boğazı, literalment 'l'Estret' o 'l'Estret d'Istanbul') és un estret que separa la part europea de Turquia (la Trakya) de la part asiàtica (l'Anatòlia), i connecta la mar de Màrmara amb la mar Negra. Fa 30 km de llarg, amb una amplada màxima de 3,7 km a la boca nord, i una de mínima de 750 metres entre les fortaleses d'Anadoluhisarı i Rumelihisarı. La fondària varia dels 36 als 124 metres al mig del corrent.
A l'edat mitjana hom el solia designar amb el nom de Braç de Sant Jordi o brachium sancti Georgii en referència al monestir de Sant Jordi de Màngana, situat en un lloc elevat proper a la costa i, per tant, fàcilment visible per als mariners que navegaven per aquestes aigües.
Les costes de l'estret estan molt habitades, ja que la ciutat d'Istanbul (amb una població d'uns 15 milions de persones) s'hi estén a banda i banda.

## Nom
El nom del canal prové del grec antic Βόσπορος (Bósporos), que va ser etimologat com a βοὸς πόρος, és a dir, "estret de bestiar" (o "Ox-ford" ), del genitiu de boûs βοῦς 'bou, bestiar' + poros πόρος 'passatge', que significa 'pas de bestiar', o 'pas de vaca'.<Això fa referència a la història mitològica d'Io, que es va transformar en vaca, i posteriorment va ser condemnat a vagar per la Terra fins a travessar el Bòsfor, on va conèixer el tità Prometeu, que la va consolar amb la informació que seria restaurada a la forma humana de Zeus i convertir-se en l'avantpassat del més gran de tots els herois, Hèracles (Hèrcules).
El lloc on suposadament va desembarcar Io era prop de Crisòpolis (l'actual Üsküdar), i es deia Bous. 'la vaca'. El mateix lloc també era conegut com a Dàmalis (Δάμαλις), ja que va ser on el general atenès Cares havia erigit un monument a la seva dona Dàmalis, que incloïa una estàtua colossal d'una vaca (el nom δαμάλις tradueix com a "vedella").
L'ortografia anglesa amb -ph-, Bosfor no té cap justificació en el nom grec antic, i els diccionaris prefereixen l'ortografia amb -p- però -ph- apareix com una variant en llatí medieval (com Bosfor, i ocasionalment Bosforus, Bosferus), i en grec medieval de vegades com Βόσφορος, donant lloc a la forma francesa Bosphore, català Bòsfor i rus Босфор. L'erudit grec del segle xii Joan Tzetzes l'anomena Damaliten Bosporon (després de Dàmalis), però també informa que en l'ús popular l'estret era conegut com a Prosphorion durant la seva època, el nom del port del nord més antic de Constantinoble.
Històricament, el Bòsfor també era conegut com l'"estret de Constantinoble", o el Bòsfor traci, per tal de distingir-lo del Estret de Kertx a Crimea. Aquestes s'expressen a les Històries d'Heròdot, 4,83; com el Bosporus Thracius, Bosporus Thraciae, i Βόσπορος Θρᾴκιος (Bósporos Thráikios), respectivament. Altres noms amb els quals Heròdot fa referència a l'estret inclouen Bòsfor de Calcedònia (Bosporus Chalcedoniae, Βοσπορος της Χαλκηδονιης [ Bosporos tes Khalkedonies ], Heròdot 4.87), o el Bòsfor mísià (Bosporus Mysius).
El terme finalment es va utilitzar com a substantiu comú βόσπορος, que significa "un estret", i antigament també s'aplicava als Dardanels en grec clàssic per Èsquil i Sòfocles.
El Màrmara connecta encara més amb els març Egeu i Mediterrani a través dels Dardanels. Així, el Bòsfor permet connexions marítimes des del mar Negre fins al mar Mediterrani i l'oceà Atlàntic a través de Gibraltar, i l'oceà Índic a través del Canal de Suez, convertint-lo en una via fluvial internacional crucial, en particular per al pas de mercaderies que arriben al país des de Rússia.

## Formació
La causa exacta i la data de la formació del Bòsfor segueixen sent un tema de debat entre els geòlegs. Una hipòtesi recent, anomenada hipòtesi del diluvi del Mar Negre, que va ser llançada per un estudi homònim el 1997 per dos científics de la Universitat de Colúmbia, postula que el Bòsfor es va inundar cap al 5600 aC (revisat al 6800 aC el 2003) quan el creixement de les aigües del mar Mediterrani i el mar de Màrmara van trencar el mar Negre, que en aquell moment, segons la hipòtesi, era una massa baixa d'aigua dolça.
Molts geòlegs, tanmateix, afirmen que l'estret és molt més antic, encara que sigui relativament jove en una escala de temps geològica.
Des de la perspectiva de mitologia grega, es deia que les roques flotants colossals conegudes com les Symplegades, van ocupar una vegada els cims dels turons a banda i banda del Bòsfor, i destruïen qualsevol vaixell que intentés passar pel canal rodant per l'estret, aixafant violentament tots els vaixells entre ells. Els Symplegades van ser derrotats quan l'heroi Jàson va obtenir un pas reeixit, amb la qual cosa les roques es van posar a lloc i es va obrir l'accés grec al mar Negre.

### Morfologia actual
Els límits del Bòsfor es defineixen com la línia de connexió entre els fars de Rumeli Feneri i Anadolu Feneri al nord, i entre els Ahırkapı Feneri i el Kadıköy İnciburnu Feneri al sud. Entre aquests límits, l'estret és 31 km de llarg, amb una amplada de 3329 m a l'entrada nord i 2826 m a l'entrada sud. La seva amplada màxima és de 3420 m entre Umuryeri i Büyükdere Limanı, i una amplada mínima de 700 m entre Kandilli Point i Aşiyan.
La profunditat del Bòsfor varia de 13 a 110 m al mig del corrent amb una mitjana de 65 m. La ubicació més profunda es troba entre Kandilli i Bebek amb 110 m. Els llocs més poc profunds es troben fora de Kadıköy İnciburnu a la ruta cap al nord amb 18 m i fora de Aşiyan Point a la ruta cap al sud amb 13 m.
La secció més petita es troba en un ampit situat davant del Palau de Dolmabahçe. Té uns 38.000 metres quadrats. El cabal en direcció sud és de 16 000 m3/s (aigua dolça a la superfície) i el cabal en direcció nord és de 11 000 m3/s (aigua salada prop del fons). El doctor Dan Parsons i els investigadors de l'escola de terra i medi ambient de la Universitat de Leeds fins i tot parlen d'un riu submarí del Mar Negre.
El Corn d'Or és un estuari a l'estret principal que històricament va actuar com a fossat per protegir Constantinoble dels atacs, a més de proporcionar un ancoratge protegit per a les marines Imperials de diversos Imperis fins al segle xix, després del qual es va convertir en un barri històric al cor de la ciutat, popular entre els turistes i els locals.

### Exploracions més noves
Se sabia des d'abans del segle xx que el mar Negre i el mar de Màrmara flueixen entre ells en un exemple geogràfic de "flux de densitat", i l'agost de 2010 es va descobrir que fluïa un "canal submarí" continu de composició de suspensió al llarg del fons del Bòsfor, que seria el sisè riu més gran de la Terra si fos a terra

## Geografia
Com a via marítima, el Bòsfor connecta diversos mars al llarg de la Mediterrània oriental, els Balcans, l'Orient Pròxim i l'Euràsia occidental, i connecta específicament el mar Negre amb el mar de Màrmara.

## Història

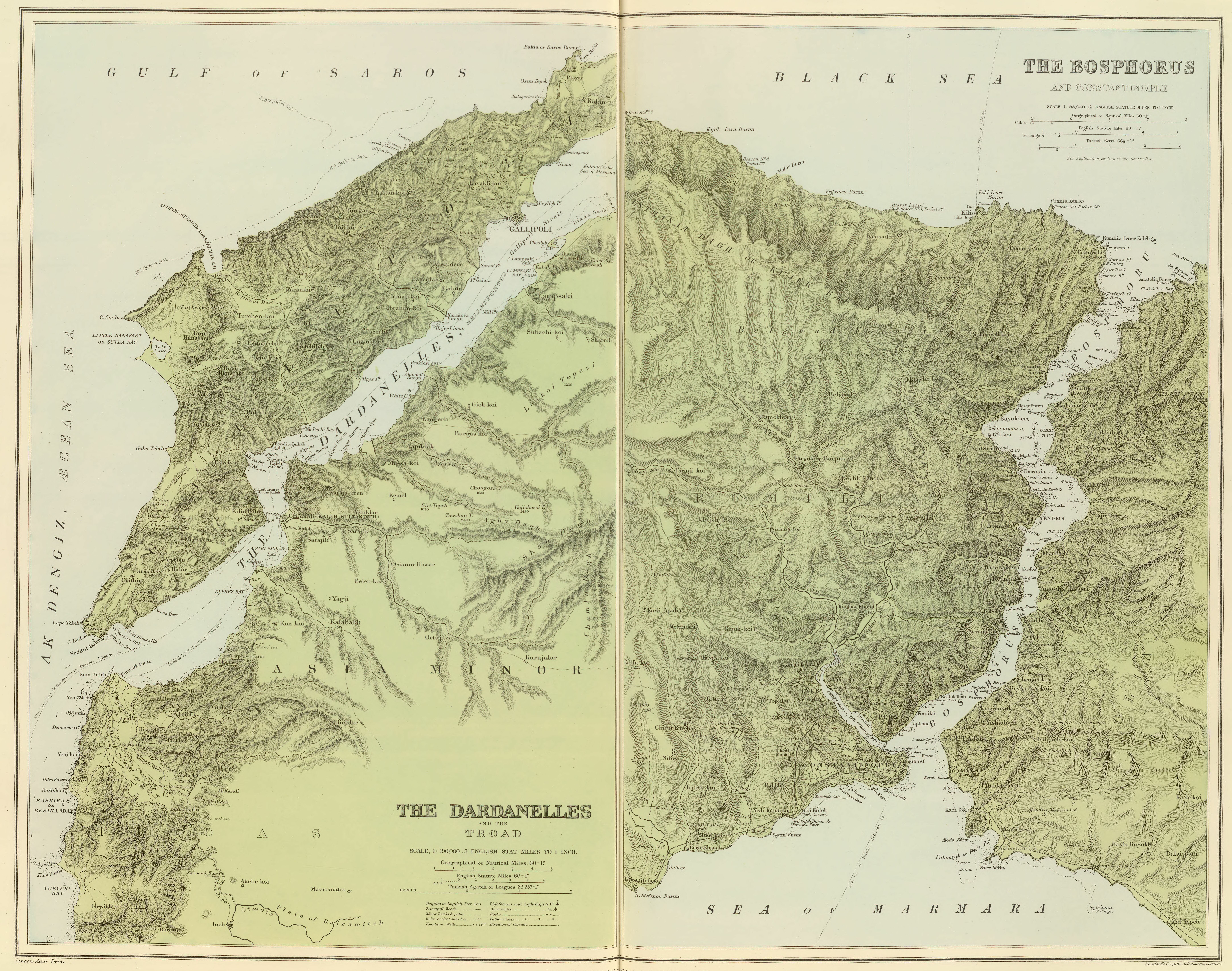
Els Dardanels i el Bósfor.

El nom de l'estret ve del mot grec Βόσπορος (transcrit Bósporos), que significa "el pas del bou"; aquest nom prové d'un mite grec sobre els viatges d'Io després que Zeus la convertís en bou per protegir-la.
Els antics grecs es referien a l'estret com el Bòsfor Traci, en oposició al Bòsfor Cimmeri, que és com anomenaven l'estret de Kertx a Crimea. Per augmentar més la possible confusió, també anomenaven de la mateixa manera la regió al voltant d'aquests dos estrets: el Quersonès Traci, avui conegut com a Gal·lípoli, i el Quersonès Cimmeri, que avui coneixem com a Crimea.
Els milesis i megaris hi van establir colònies des del segle vii aC, entre les quals Calcedònia (colònia de Mègara) el 885 aC i Bizanci (també de Mègara) el 615 aC. Fou creuat per Darios el 513 aC per envair Grècia. Durant la Pentecontècia contra Atenes fou ocupat per Pausànies i obert al tràfic comercial grec.
El 330 Bizanci fou establerta com a capital per Constantí amb el nom de Constantinoble.
La possessió del Bòsfor va ser clau per a Atenes, Roma i l'Imperi Romà d'Orient, i arran de la decadència de Constantinoble diverses potències mediterrànies se'n van disputar el domini, especialment Venècia, Gènova i la Corona d'Aragó. Precisament el 1359 s'hi va lliurar una gran batalla entre les armades aliades veneciana i catalana, d'una banda, i genovesa, de l'altra.
A causa de la importància de l'estret per a la defensa d'Istanbul, els soldans otomans van construir-hi una fortificació a banda i banda, l'Anadoluhisarı, o castell d'Anatòlia (1393), i el Rumelihisarı, o castell de Rumèlia (1451).
La seva importància estratègica ha continuat fins avui dia: el domini turc des del 1452 va tancar les rutes comercials fins que el 1774 es va obtenir llibertat de pas per al comerç, s'han signat diversos tractats internacionals sobre l'ús de les seves aigües pels vaixells que el travessen, entre els quals destaca la Convenció de Montreux sobre el Règim dels Estrets Turcs, de 1936.
Bosfor Traci o Tràcic és el nom antic de l'estret del Bòsfor, que va rebre per estar situat a Tràcia.
La part occidental (actual Turquia europea) era dins la Tràcia pròpia, però la part oriental o Bitínia també era considerada part de Tràcia i els bitinis foren considerats un poble d'origen traci.
Unia el Pont Euxí (mar Negra) amb la Propòntida (mar de Màrmara). Els romans d'Orient el van esmentar més tard com canal de Constantinoble i els turcs com a Boghas.
La via cap al Bòsfor traci s'iniciava a l'Hel·lespont (Dardanels) estret que separava el Quersonès traci de la Troade, i donava accés a la Propòntida (Mar de Marmara) a l'extrem de la qual hi havia l'estret del Bòsfor Tràcia que donava entrada al Pont Euxí o Mar Negra. A la regió es podien trobar ciutats i llocs dels que cal esmentar els següents:
A la costa europea:
- Aianteion (Funduklu), un altar a Ajax
- Petra Thermastis (Pentecorícon), una roca de forma especial
- Jasonium (grec Diplokion), una doble columna
- Arquies (Ortalcoi)
- Anaplus (Kurutshesme) o Vicus Michaelicus, amb l'església romana d'Orient dedicada a l'arcàngel Miquel
- Arnaudkoi (Hestiae), promontori, amb l'església de Santa Teodora en la qual va conspirar Aleix, el fill de Manuel Comnè
- Quelae (Bebek)
- Promontori Hermaeum (Rumili Hisar).
- Portus Mulierum (Baltaliman)
- Sinus Lastenes o Leostenes, un golf
- Cautes Baquiae (Jenikoi)
- Farmàcia (Teràpia)
- Claves Ponti (Kefelikoi), clau del Euxí des on es veu per primer cop la mar Negra
- Sinus Profundus (grec Bathukolpos, turc Bujukdereh).
- Simas (Mesaibuonu).
- Scletrines (Sarigavi)
- Serapeion (Rúmílí-kawák), temple i després lloc on van existir castells genovesos.
- Gypòpolis (Karibdshe), roques que tanquen el port de Bijukliman (Portus Efesiorum)
- Cyaneae Insula (Kuaneia)

A la costa asiàtica:
- Ancyraeum promontorium (Jum-burun).
- Coracium Promontorium (Fil-burun).
- Pantekion o Mancipium
- Estiae
- Hieron
- Argyronium Promontorium, que té l'hospital romà d'Orient de Nosocomium
- Kline d'Hèracles (Jusha Tagh), o muntanya de Josuè a la que els musulmans diuen que Josuè és enterrat
- Sinus Amicus (Begkos),
- Nicòpolis
- Ecaea (Kandili).
- Protos Discos i Deuteros Discos (grec Rhoizousai Akrai; turc Kulle-bagdschessi), illots de roca
- Crisòpolis

## Formació geològica
El Bòsfor es va formar cap al 5600 aC, quan una crescuda de les aigües de la Mediterrània i la mar de Màrmara va inundar la vall fluvial provinent d'un extens llac d'aigua dolça proper que, amb la irrupció de les aigües de la mar de Màrmara a través del Bòsfor, va esdevenir la mar Negra actual.
L'estudi de l'erosió hídrica i eòlica dels estrets es relaciona amb el de la seva formació. S'han reforçat trams de costa amb formigó o runa i es draga periòdicament trams de l'estret propensos a la deposició.
L'equip de científics de 2010, dirigit per la Universitat de Leeds, va utilitzar un "submarí groc" robòtic per observar els fluxos detallats dins d'un "riu submarí", científicament conegut com a canal submarí, per primera vegada. Els canals submarins són similars als rius terrestres, però estan formats per corrents de densitat: mescles de flux submarins de sorra, fang i aigua que són més denses que l'aigua de mar i, per tant, s'enfonsen i flueixen pel fons. Aquests canals són la principal via de transport dels sediments cap al mar profund on formen dipòsits sedimentaris. En última instància, aquests dipòsits no només contenen reserves de gas i petroli sense explotar, sinó que també alberguen secrets importants, des de pistes sobre el canvi climàtic passat fins a les maneres en què es van formar les muntanyes.
L'equip va estudiar el flux detallat dins d'aquests canals i les troballes van incloure:
| « | El complex del canal i el flux de densitat proporcionen el laboratori natural ideal per investigar i detallar l'estructura del camp de flux a través del canal. Les nostres troballes inicials mostren que el cabal d'aquests canals és força diferent del flux dels canals fluvials a terra. Concretament, a mesura que el flux es mou al voltant d'un revolt, gira en espiral en la direcció oposada al mar profund en comparació amb l'espiral que es troba als canals dels rius a terra. Això és important per entendre la sedimentologia i les capes de sediment dipositats per aquests sistemes | » |

El principi central de la hipòtesi del diluvi del Mar Negre és que a mesura que l'oceà va augmentar 72.5 m al final de l'última edat de gel, quan les massives plaques de gel es van fondre, el Bòsfor segellat es va sobrepassar en una inundació espectacular que va augmentar un 50% l'aigua dolça del llac del Mar Negre i va expulsar la gent de les costes durant molts mesos. Això va tenir el suport de les troballes de l'explorador submarí Robert Ballard, que va descobrir assentaments al llarg de l'antiga línia de costa; els científics van datar la inundació al 7500 aC o al 5500 aC a partir de la microflora d'aigua dolça salada. Els pobles expulsats per l'aigua en constant pujada, que devia ser terrorífica i inexplicable, es van estendre per tots els racons del món occidental portant la història d'una gran riuada. A mesura que les aigües augmentaven, van escorcollar una xarxa de canals del fons marí menys resistents als sòlids en suspensió més densos en líquid, que segueix sent una capa molt activa avui dia.
Les primeres imatges d'aquests canals submarins es van obtenir l'any 1999, mostrant que eren de gran mida durant un projecte d’investigació submarina SACLANT de l'OTAN utilitzant conjuntament l'OTAN RV Alliance i el vaixell d'investigació de la Marina turca Çubuklu. L'any 2002, es va dur a terme una enquesta a bord de l'Ifremer RV Le Suroit per al projecte BlaSON (Lericolais, et al., 2003) va completar el mapeig multifeix d'aquest fan-delta del canal submarí. El 2009 es va publicar un mapa complet utilitzant aquests resultats anteriors amb mapes d'alta qualitat obtinguts el 2006 (per investigadors de la Universitat Memorial de Terranova que són socis del projecte en aquest estudi).
L'equip utilitzarà les dades obtingudes per crear simulacions per ordinador innovadores que es poden utilitzar per modelar com flueixen els sediments per aquests canals. Els models que produirà l'equip tindran aplicacions àmplies, inclosa l'entrada en el disseny de l'enginyeria del fons marí per part de les companyies de petroli i gas.
El projecte va ser liderat per Jeff Peakall i Daniel Parsons a la Universitat de Leeds, en col·laboració amb la Universitat de Southampton, la Universitat Memorial de Terranova i l’Institut de Ciències del Mar. La investigació es va realitzar i coordinar des del vaixell d'investigació de l'Institut de Ciències del Mar, el R/V Koca Piri Reis.

## Infraestructures
L'estret és travessat per tres ponts. El primer, el pont del Bòsfor o Bogazici, fa 1.074 metres de llarg i es va inaugurar el 1973. El segon, el pont de Fatih Sultà Mehmet, té una llargada de 1.090 metres long i es va obrir el 1988, a uns 5 km al nord de l'anterior.
El Marmaray és un túnel de ferrocarril de 13,7 km de llarg encara en construcció, que s'espera que estarà acabat el 2008. Aproximadament 1.400 metres del túnel passaran sota les aigües del Bòsfor, a uns 55 metres de profunditat.
Sobre el Bòsfor també hi ha suspeses tres línies elèctriques.